# Kretsloppsekonomi
Kretsloppsekonomi är ett begrepp som används av grönt orienterade ekonomiska debattörer och av Miljöpartiet de gröna för att beskriva partiets ideologi utifrån värdegrunden om det ekologiskt hållbara samhället och en jämn resursfördelning. Kretsloppsekonomi är en övertygelse om att pengar ska gå runt i ett kretslopp såsom vattnets kretslopp.